# Masdevallia dubbeldamii
Masdevallia dubbeldamii là một loài thực vật có hoa trong họ Lan. Loài này được Luer & Sijm mô tả khoa học đầu tiên năm 2009.